# ماري بيث إيفانز
ماري بيث إيفانز (بالإنجليزية: Mary Beth Evans)‏ هي ممثلة أمريكية، ولدت في 7 مارس 1961 بباسادينا في الولايات المتحدة. بدأت مشوارها المهني سنة 1982.

## أعمال

### مسلسلات
- عقول إجرامية

## وصلات خارجية
- ماري بيث إيفانز على موقع IMDb (الإنجليزية)
- ماري بيث إيفانز على موقع ألو سيني (الفرنسية)
- ماري بيث إيفانز على موقع أول موفي (الإنجليزية)
- ماري بيث إيفانز على موقع قاعدة بيانات الفيلم (الإنجليزية)
- ماري بيث إيفانز على موقع كينوبويسك (الروسية)